# Eleições parlamentares europeias de 1989 (Países Baixos)
As eleições parlamentares europeias de 1989 nos Países Baixos foram realizadas a 15 de junho para eleger os 25 assentos do país para o Parlamento Europeu.

## Resultados Nacionais
| Partido                 | Partido                                       | Votos      | %               | +/-   | Deputados | +/-     |
| ----------------------- | --------------------------------------------- | ---------- | --------------- | ----- | --------- | ------- |
|                         | Apelo Democrata-Cristão                       | 1 814 107  | 34,60 / 100,00  | 4,58  | 10 / 25   | 2       |
|                         | Partido do Trabalho                           | 1 609 626  | 30,70 / 100,00  | 3,00  | 8 / 25    | 1       |
|                         | Partido Popular para a Liberdade e Democracia | 714 745    | 13,63 / 100,00  | 5,30  | 3 / 25    | 2       |
|                         | Arco-Íris                                     | 365 535    | 6,97 / 100,00   | 1,37  | 2 / 25    | Estável |
|                         | Democratas 66                                 | 311 990    | 5,95 / 100,00   | 3,67  | 1 / 25    | 1       |
|                         | União Cristã-Aliança Política Reformada       | 309 060    | 5,90 / 100,00   | 0,69  | 1 / 25    | Estável |
|                         | Outros                                        | 117 270    | 2,23 / 100,00   |       | 0 / 25    |         |
| Votos Inválidos         | Votos Inválidos                               | 28 041     | 0,53 / 100,00   | 0,18  |           |         |
| Total                   | Total                                         | 5 270 374  | 100,00 / 100,00 |       | 25 / 25   |         |
| Eleitorado/Participação | Eleitorado/Participação                       | 11 099 123 | 47,48 / 100,00  | 3,40  |           |         |
| Fonte                   | Fonte                                         | [ 1 ]      | [ 1 ]           | [ 1 ] | [ 1 ]     | [ 1 ]   |